# Tiago Rocha
Tiago Rocha, né le 17 octobre 1985 à São Paio de Oleiros, Santa Maria da Feira, est un handballeur international portugais qui évolue au poste de pivot dans le club du Tremblay Handball depuis 2023.

## Palmarès

### En club
- Vainqueur du Championnat du Portugal (8) : 2004, 2009, 2010, 2011, 2012, 2013, 2014, 2018
- Vainqueur de la Coupe du Portugal (2) : 2006, 2007
- Vainqueur de la Coupe de la Ligue (pt) (3) : 2004, 2005, 2008
- Vainqueur de la Supercoupe du Portugal (pt) (1) : 2009
- Deuxième du Championnat de Pologne (3) : 2015, 2016 et 2017
- Finaliste de la Coupe de Pologne (3) : 2015, 2016 et 2017

### En équipe nationale
- 6e place au Championnat d'Europe 2020